# Ingolfiella catalanensis
Ingolfiella catalanensis is een vlokreeftensoort uit de familie van de Ingolfiellidae. De wetenschappelijke naam van de soort is voor het eerst geldig gepubliceerd in 1963 door Coineau.